# روجر رايت
روجر رايت (بالإنجليزية: Roger Wright)‏ هو لاعب السكرابل ‏ وعازف بيانو أمريكي، ولد في 1 أبريل 1974.

## وصلات خارجية
- روجر رايت على موقع ميوزك برينز (الإنجليزية)